# Serie A2 2011-2012 (hockey su ghiaccio)
La Serie A2 di hockey su ghiaccio 2011-2012 viene organizzata dalla Federazione Italiana Sport del Ghiaccio e dalla Lega Italiana Hockey Ghiaccio.
La stagione si è conclusa con l'Hockey Milano Rossoblu vincitore del titolo e promosso in Serie A per la stagione 2012-2013.

## Squadre
Le squadre iscritte alla seconda serie sono otto. Sette di esse sono le formazioni che già avevano partecipato alla serie A2 2010-2011, a cui si è aggiunse, nel corso dell'estate, l'ASH Pergine, che prese il posto del Real Torino HC, squadra che rinunciò alla partecipazione in Serie A2. Il WSV Vipiteno Broncos fu invece promosso per quella stagione in serie A.
| EV Bozen 84     | Bolzano                       | Pista da ghiaccio Sill         | 2.500 |
| HC Eppan        | Appiano sulla Strada del Vino | Stadio del Ghiaccio di Appiano | 1.500 |
| HC Gherdëina    | Selva di Val Gardena          | Pranives                       | 2.000 |
| SV Kaltern      | Caldaro sulla Strada del Vino | Palaghiaccio Caldaro           | 1.500 |
| Merano Junior   | Merano                        | MeranArena                     | 3.000 |
| Milano Rossoblu | Milano                        | Stadio del ghiaccio Agorà      | 4.000 |
| HC Neumarkt     | Egna                          | WürthArena                     | 1.200 |
| ASH Pergine     | Pergine Valsugana             | Stadio del ghiaccio di Pergine | 2.500 |

## Formula
La formula prevede, nella prima fase, un triplo girone di andata e ritorno. Ai play-off parteciperanno le sei migliori squadre della regular season: le prime due direttamente in semifinale, mentre le squadre dal terzo al sesto posto ai quarti. Per determinare la posizione in griglia delle prime due classificate, tuttavia, non conterà la posizione al termine della regular season, ma la Coppa di Lega, disputata tra le prime due classificate con una serie al meglio dei tre incontri.
Le gare dei play-off nei quarti di finale sono al meglio delle cinque gare, mentre le semifinali e finale si svolgono al meglio delle sette gare.

## Stagione regolare

### Primo girone
30 settembre 2011 - 13 novembre 2011
| 1ª           | giornata         | 8ª           |
| 30 set. 2011 |                  | 23 ott. 2011 |
| 1-6          | EV Bozen-Appiano | 1-4          |
| 1-8          | Gardena-Egna     | 1-2          |
| 3-1          | Merano-Caldaro   | 3-4 dr       |
| 5-0          | Milano-Pergine   | 3-2 dr       |

| 4ª          | giornata         | 11ª         |
| 9 ott. 2011 |                  | 2 nov. 2011 |
| 4-2         | Appiano-Merano   | 4-0         |
| 0-3         | Egna-Pergine     | 6-5 dts     |
| 3-12        | EV Bozen-Gardena | 5-3         |
| 5-0         | Milano-Caldaro   | 8-2         |

| 7ª           | giornata        | 14ª          |
| 21 ott. 2011 |                 | 13 nov. 2011 |
| 3-2 dts      | Appiano-Milano  | 1-2 dr       |
| 2-3          | Caldaro-Egna    | 3-11         |
| 2-6          | EV Bozen-Merano | 2-1          |
| 5-4 dts      | Gardena-Pergine | 6-2          |

| 2ª          | giornata         | 9ª           |
| 2 ott. 2011 |                  | 28 ott. 2011 |
| 2-5         | Appiano-Gardena  | 1-3          |
| 5-1         | Caldaro-EV Bozen | 5-3          |
| 2-0         | Egna-Milano      | 0-2          |
| 1-2         | Pergine-Merano   | 1-2 dr       |

| 5ª           | giornata         | 12ª         |
| 14 ott. 2011 |                  | 4 nov. 2011 |
| 5-7          | Caldaro-Appiano  | 0-9         |
| 2-5          | Gardena-Milano   | 0-3         |
| 1-2          | Merano-Egna      | 2-3         |
| 3-4 dr       | Pergine-EV Bozen | 3-2 dr      |

| 3ª          | giornata        | 10ª          |
| 7 ott. 2011 |                 | 30 ott. 2011 |
| 2-5         | EV Bozen-Egna   | 2-4          |
| 3-4 dts     | Gardena-Caldaro | 2-3          |
| 4-3 dr      | Merano-Milano   | 3-1          |
| 2-8         | Pergine-Appiano | 3-1          |

| 6ª           | giornata        | 13ª         |
| 16 ott. 2011 |                 | 6 nov. 2011 |
| 3-1          | Egna-Appiano    | 4-1         |
| 2-1          | Merano-Gardena  | 2-5         |
| 3-2          | Milano-EV Bozen | 2-0         |
| 3-4          | Pergine-Caldaro | 3-0         |

### Secondo girone
18 novembre 2011 - 4 gennaio 2012
| 15ª          | giornata         | 22ª          |
| 18 nov. 2011 |                  | 16 dic. 2011 |
| 2-0          | EV Bozen-Appiano | 2-7          |
| 6-4          | Gardena-Egna     | 1-2          |
| 3-2 dr       | Merano-Caldaro   | 1-3          |
| 5-1          | Milano-Pergine   | 4-3          |

| 18ª          | giornata         | 25ª          |
| 27 nov. 2011 |                  | 26 dic. 2011 |
| 5-0          | Appiano-Merano   | 3-2 dts      |
| 5-4 dr       | Egna-Pergine     | 6-5          |
| 3-6          | EV Bozen-Gardena | 6-7 dts      |
| 5-2          | Milano-Caldaro   | 4-2          |

| 21ª          | giornata        | 28ª         |
| 11 dic. 2011 |                 | 4 gen. 2012 |
| 5-3          | Appiano-Milano  | 1-5         |
| 1-4          | Caldaro-Egna    | 3-5         |
| 1-3          | EV Bozen-Merano | 2-6         |
| 6-1          | Gardena-Pergine | 4-1         |

| 16ª          | giornata         | 23ª          |
| 20 nov. 2011 |                  | 18 dic. 2011 |
| 6-4          | Appiano-Gardena  | 2-3          |
| 6-2          | Caldaro-EV Bozen | 3-4 dts      |
| 3-0          | Egna-Milano      | 3-2 dr       |
| 3-2 dts      | Pergine-Merano   | 2-0          |

| 19ª         | giornata         | 26ª          |
| 2 dic. 2011 |                  | 28 dic. 2011 |
| 2-7         | Caldaro-Appiano  | 1-3          |
| 1-6         | Gardena-Milano   | 2-4          |
| 2-5         | Merano-Egna      | 1-5          |
| 6-3         | Pergine-EV Bozen | 2-1          |

| 17ª          | giornata        | 24ª          |
| 25 nov. 2011 |                 | 23 dic. 2011 |
| 0-4          | EV Bozen-Egna   | 2-5          |
| 6-5 dts      | Gardena-Caldaro | 2-0          |
| 2-0          | Merano-Milano   | 0-2          |
| 1-2          | Pergine-Appiano | 1-2 dts      |

| 20ª         | giornata        | 27ª          |
| 4 dic. 2011 |                 | 30 dic. 2011 |
| 1-4         | Egna-Appiano    | 7-6 dr       |
| 1-5         | Merano-Gardena  | 1-4          |
| 7-3         | Milano-EV Bozen | 5-0          |
| 6-3         | Pergine-Caldaro | 4-2          |

### Terzo girone
6 gennaio 2012 - 19 febbraio 2012
| 29ª         | giornata         | 36ª          |
| 6 gen. 2012 |                  | 29 gen. 2012 |
| 1-8         | EV Bozen-Appiano | 1-11         |
| 3-2         | Gardena-Egna     | 4-6          |
| 3-1         | Merano-Caldaro   | 6-2          |
| 6-1         | Milano-Pergine   | 5-2          |

| 32ª          | giornata         | 39ª          |
| 15 gen. 2012 |                  | 10 feb. 2012 |
| 7-2          | Appiano-Merano   | 1-2          |
| 1-2 dts      | Egna-Pergine     | 1-2 dts      |
| 1-5          | EV Bozen-Gardena | 3-6          |
| 5-1          | Milano-Caldaro   | 2-4          |

| 35ª          | giornata        | 42ª          |
| 27 gen. 2012 |                 | 19 feb. 2012 |
| 5-3          | Appiano-Milano  | 2-3          |
| 2-7          | Caldaro-Egna    | 1-2          |
| 0-2          | EV Bozen-Merano | 0-7          |
| 2-3 dr       | Gardena-Pergine | 3-5          |

| 30ª         | giornata         | 37ª         |
| 8 gen. 2012 |                  | 3 feb. 2012 |
| 3-1         | Appiano-Gardena  | 5-6 dr      |
| 3-2         | Caldaro-EV Bozen | 3-4 dts     |
| 5-2         | Egna-Milano      | 2-5         |
| 3-2         | Pergine-Merano   | 2-4         |

| 33ª          | giornata         | 40ª          |
| 20 gen. 2012 |                  | 12 feb. 2012 |
| 1-4          | Caldaro-Appiano  | 5-9          |
| 3-7          | Gardena-Milano   | 3-5          |
| 3-2          | Merano-Egna      | 1-3          |
| 4-1          | Pergine-EV Bozen | 8-1          |

| 31ª          | giornata        | 38ª         |
| 13 gen. 2012 |                 | 5 feb. 2012 |
| 4-9          | EV Bozen-Egna   | 0-8         |
| 7-4          | Gardena-Caldaro | 5-2         |
| 3-2 dts      | Merano-Milano   | 2-4         |
| 4-3 dts      | Pergine-Appiano | 3-4         |

| 34ª          | giornata        | 41ª          |
| 25 gen. 2012 |                 | 17 feb. 2012 |
| 4-2          | Egna-Appiano    | 2-5          |
| 4-1          | Merano-Gardena  | 1-2          |
| 9-1          | Milano-EV Bozen | 10-1         |
| 5-3          | Pergine-Caldaro | 6-3          |

### Classifica
|  | Pos. | Squadra         | Pt | G  | V  | VOT | POT | P  | GF  | GS  | DR   |
|  | ---- | --------------- | -- | -- | -- | --- | --- | -- | --- | --- | ---- |
|  | 1.   | Neumarkt-Egna   | 94 | 42 | 28 | 4   | 2   | 8  | 166 | 99  | +67  |
|  | 2.   | Milano Rossoblu | 92 | 42 | 28 | 2   | 4   | 8  | 164 | 84  | +80  |
|  | 3.   | Eppan-Appiano   | 82 | 42 | 24 | 3   | 4   | 11 | 174 | 105 | +69  |
|  | 4.   | Gherdëina       | 67 | 42 | 19 | 4   | 2   | 17 | 157 | 139 | +18  |
|  | 5.   | Pergine         | 61 | 42 | 14 | 6   | 7   | 15 | 125 | 132 | -7   |
|  | 6.   | Merano Junior   | 59 | 42 | 16 | 4   | 3   | 19 | 99  | 106 | -7   |
|  | 7.   | Kaltern-Caldaro | 33 | 42 | 8  | 3   | 3   | 28 | 108 | 186 | -78  |
|  | 8.   | EV Bozen        | 16 | 42 | 3  | 2   | 3   | 34 | 80  | 222 | -142 |

Legenda:

      Ammesse alle semifinali Playoff e alla Coppa di Lega
      Ammesse ai quarti Playoff
Note:

Tre punti a vittoria, due punti a vittoria dopo overtime o rigori, un punto a sconfitta dopo overtime o rigori, zero a sconfitta.

## Coppa di Lega
La Coppa di Lega si gioca al meglio delle tre partite. La squadra con il miglior piazzamento in campionato gioca in casa gara-1 e l'eventuale gara-3.
|  | Coppa di Lega   |                 |   |    |   |  |
|  |                 |                 |   |    |   |  |
|  | Neumarkt-Egna   | Neumarkt-Egna   | 4 | 3  | 3 |  |
|  | Milano Rossoblu | Milano Rossoblu | 3 | 4† | 2 |  |

### Egna - Milano
| Egna 26 febbraio 2012, ore 18.00 | Neumarkt-Egna                 | 4 – 3 (4-0; 0-1; 0-2) referto | Milano Rossoblu | WürthArena (869 spett.)\| Arbitri: \| Claudio Ferrini Daniel Gamper \| |
| Arbitri:                         | Claudio Ferrini Daniel Gamper |                               |                 |                                                                        |

| Torino 2 marzo 2012, ore 20.30 | Milano Rossoblu             | 4 – 3 (d.t.s.) (2-1; 0-2; 1-0) referto | Neumarkt-Egna | Palasport Tazzoli (416 spett.)\| Arbitri: \| Luca Cassol Andrea Benvegnù \| |
| Arbitri:                       | Luca Cassol Andrea Benvegnù |                                        |               |                                                                             |

| Egna 4 marzo 2012, ore 18.00 | Neumarkt-Egna                 | 3 – 2 (1-1; 2-1; 0-0) referto | Milano Rossoblu | WürthArena (946 spett.)\| Arbitri: \| Andrea Benvegnù Daniel Gamper \| |
| Arbitri:                     | Andrea Benvegnù Daniel Gamper |                               |                 |                                                                        |

## Play Off
|  | Quarti di finale | Quarti di finale | Quarti di finale | Quarti di finale | Quarti di finale | Quarti di finale | Quarti di finale | Quarti di finale | Quarti di finale |    |   | Semifinali | Semifinali | Semifinali | Semifinali | Semifinali | Semifinali | Semifinali | Semifinali | Semifinali |  |  | Finali    | Finali | Finali | Finali | Finali | Finali | Finali | Finali | Finali |  |  |
|  |                  |                  |                  |                  |                  |                  |                  |                  |                  |    |   |            |            |            |            |            |            |            |            |            |  |  |           |        |        |        |        |        |        |        |        |  |  |
|  | 1                |                  |                  |                  |                  |                  |                  |                  |                  |    |   |            |            |            |            |            |            |            |            |            |  |  |           |        |        |        |        |        |        |        |        |  |  |
|  | 8                |                  |                  |                  |                  |                  |                  |                  |                  |    |   |            |            |            |            |            |            |            |            |            |  |  |           |        |        |        |        |        |        |        |        |  |  |
|  |                  | 1                | Neumarkt-Egna    | 1                | 4                | 2†               | 5†               | 1                | 5                | 3  |   |            |            |            |            |            |            |            |            |            |  |  |           |        |        |        |        |        |        |        |        |  |  |
|  |                  |                  |                  |                  |                  |                  |                  |                  |                  | 3  |   |            |            |            |            |            |            |            |            |            |  |  |           |        |        |        |        |        |        |        |        |  |  |
|  |                  |                  | Gherdëina        | 4                | 6                | 1                | 4                | 3                | 1                | 4† |   |            |            |            |            |            |            |            |            |            |  |  |           |        |        |        |        |        |        |        |        |  |  |
|  | 4                | Gherdëina        | Gherdëina        | 4                | 6                | 1                | 4                | 3                | 1                | 4† | 5 | 6†         | 2          |            |            |            |            |            |            |            |  |  |           |        |        |        |        |        |        |        |        |  |  |
|  | 4                | Gherdëina        |                  |                  |                  |                  |                  |                  |                  |    | 5 | 6†         | 2          |            |            |            |            |            |            |            |  |  |           |        |        |        |        |        |        |        |        |  |  |
|  | 5                | Pergine          | 3                | 5                | 1                |                  |                  |                  |                  |    |   |            |            |            |            |            |            |            |            |            |  |  |           |        |        |        |        |        |        |        |        |  |  |
|  |                  |                  |                  |                  |                  |                  |                  |                  |                  |    |   |            |            |            |            |            |            |            |            |            |  |  | Gherdëina | 1      | 4      | 0      | 6      | 3      | 1      |        |        |  |  |
|  |                  |                  |                  | Milano Rossoblu  | 4                | 0                | 5                | 4                | 4                | 2† |   |            |            |            |            |            |            |            |            |            |  |  |           |        |        |        |        |        |        |        |        |  |  |
|  | 3                |                  |                  |                  |                  |                  |                  |                  |                  |    |   |            |            |            |            |            |            |            |            |            |  |  |           |        |        |        |        |        |        |        |        |  |  |
|  | 6                |                  |                  |                  |                  |                  |                  |                  |                  |    |   |            |            |            |            |            |            |            |            |            |  |  |           |        |        |        |        |        |        |        |        |  |  |
|  |                  | 2                | Milano Rossoblu  | 4                | 2                | 1†               | 9                | 3                |                  |    |   |            |            |            |            |            |            |            |            |            |  |  |           |        |        |        |        |        |        |        |        |  |  |
|  |                  |                  |                  |                  |                  |                  |                  |                  |                  |    |   |            |            |            |            |            |            |            |            |            |  |  |           |        |        |        |        |        |        |        |        |  |  |
|  |                  |                  | Eppan-Appiano    | 1                | 3‡               | 0                | 4                | 2                |                  |    |   |            |            |            |            |            |            |            |            |            |  |  |           |        |        |        |        |        |        |        |        |  |  |
|  | 3                | Eppan-Appiano    | Eppan-Appiano    | 1                | 3‡               | 0                | 4                | 2                | 3                | 2  | 1 | 1†         | 8          |            |            |            |            |            |            |            |  |  |           |        |        |        |        |        |        |        |        |  |  |
|  | 3                | Eppan-Appiano    |                  |                  |                  |                  |                  |                  | 3                | 2  | 1 | 1†         | 8          |            |            |            |            |            |            |            |  |  |           |        |        |        |        |        |        |        |        |  |  |
|  | 6                | Merano Junior    | 1                | 6                | 3                | 0                | 3                |                  |                  |    |   |            |            |            |            |            |            |            |            |            |  |  |           |        |        |        |        |        |        |        |        |  |  |

†: partita terminata ai tempi supplementari; ‡: partita terminata ai tiri di rigore

### Quarti di finale

#### Appiano - Merano
| Appiano sulla Strada del Vino 24 febbraio 2012, ore 20.30 | Eppan-Appiano                 | 3 – 1 (2-1; 1-0; 0-0) referto | Merano Junior | Stadio del Ghiaccio di Appiano (826 spett.)\| Arbitri: \| Gregory Loreggia Karl Pichler \| |
| Arbitri:                                                  | Gregory Loreggia Karl Pichler |                               |               |                                                                                            |

| Merano 26 febbraio 2012, ore 18.00 | Merano Junior               | 6 – 2 (1-0; 3-2; 2-0) referto | Eppan-Appiano | MeranArena (502 spett.)\| Arbitri: \| Karl Pichler Andrea Moschen \| |
| Arbitri:                           | Karl Pichler Andrea Moschen |                               |               |                                                                      |

| Appiano sulla Strada del Vino 29 febbraio 2012, ore 20.30 | Eppan-Appiano                 | 1 – 3 (0-0; 0-0; 1-3) referto | Merano Junior | Stadio del Ghiaccio di Appiano (792 spett.)\| Arbitri: \| Thomas Gasser Giorgio Moschen \| |
| Arbitri:                                                  | Thomas Gasser Giorgio Moschen |                               |               |                                                                                            |

| Merano 2 marzo 2012, ore 20.30 | Merano Junior                    | 0 – 1 (d.t.s.) (0-0; 0-0; 0-0) referto | Eppan-Appiano | MeranArena (823 spett.)\| Arbitri: \| Claudio Ferrini Gregory Loreggia \| |
| Arbitri:                       | Claudio Ferrini Gregory Loreggia |                                        |               |                                                                           |

| Appiano sulla Strada del Vino 4 marzo 2012, ore 18.00 | Eppan-Appiano                    | 8 – 3 (1-1; 4-0; 3-0) referto | Merano Junior | Stadio del Ghiaccio di Appiano (1.023 spett.)\| Arbitri: \| Claudio Ferrini Gregory Loreggia \| |
| Arbitri:                                              | Claudio Ferrini Gregory Loreggia |                               |               |                                                                                                 |

#### Gardena - Pergine
| Selva di Val Gardena 24 febbraio 2012, ore 20.30 | Gherdëina-Gardena              | 5 – 3 (0-2; 2-0; 3-1) referto | Hockey Pergine | Pranives (720 spett.)\| Arbitri: \| Massimo De Col Claudio Ferrini \| |
| Arbitri:                                         | Massimo De Col Claudio Ferrini |                               |                |                                                                       |

| Pergine Valsugana 26 febbraio 2012, ore 18.00 | Hockey Pergine                  | 5 – 6 (d.t.s.) (3-2; 1-1; 1-2) referto | Gherdëina-Gardena | Stadio del Ghiaccio di Pergine (475 spett.)\| Arbitri: \| Davide Deidda Leandro Soraperra \| |
| Arbitri:                                      | Davide Deidda Leandro Soraperra |                                        |                   |                                                                                              |

| Selva di Val Gardena 29 febbraio 2012, ore 20.30 | Gherdëina-Gardena                       | 2 – 1 (0-0; 2-0; 0-1) referto | Hockey Pergine | Pranives (980 spett.)\| Arbitri: \| Gregory Loreggia Massimiliano Rebeschin \| |
| Arbitri:                                         | Gregory Loreggia Massimiliano Rebeschin |                               |                |                                                                                |

### Semifinali

#### Egna - Gardena
| Egna 9 marzo 2012, ore 20.30 | Neumarkt-Egna                    | 1 – 4 (1-0; 0-2; 0-2) referto | Gherdëina-Gardena | WürthArena (678 spett.)\| Arbitri: \| Giancarlo Bosio Gregory Loreggia \| |
| Arbitri:                     | Giancarlo Bosio Gregory Loreggia |                               |                   |                                                                           |

| Selva di Val Gardena 11 marzo 2012, ore 20.30 | Gherdëina-Gardena                | 6 – 4 (2-1; 3-1; 1-2) referto | Neumarkt-Egna | Pranives (900 spett.)\| Arbitri: \| Gregory Loreggia Claudio Ferrini \| |
| Arbitri:                                      | Gregory Loreggia Claudio Ferrini |                               |               |                                                                         |

| Egna 14 marzo 2012, ore 20.30 | Neumarkt-Egna               | 2 – 1 (d.t.s.) (0-0; 0-0; 1-1) referto | Gherdëina-Gardena | WürthArena (875 spett.)\| Arbitri: \| Andrea Benvegnù Luca Cassol \| |
| Arbitri:                      | Andrea Benvegnù Luca Cassol |                                        |                   |                                                                      |

| Selva di Val Gardena 16 marzo 2012, ore 20.30 | Gherdëina-Gardena               | 4 – 5 (d.t.s.) (0-1; 3-1; 1-3) referto | Neumarkt-Egna | Pranives (980 spett.)\| Arbitri: \| Daniel Gamper Leandro Soraperra \| |
| Arbitri:                                      | Daniel Gamper Leandro Soraperra |                                        |               |                                                                        |

| Egna 18 marzo 2012, ore 19.00 | Neumarkt-Egna                    | 1 – 3 (0-0; 0-2; 1-1) referto | Gherdëina-Gardena | WürthArena (943 spett.)\| Arbitri: \| Giancarlo Bosio Gregory Loreggia \| |
| Arbitri:                      | Giancarlo Bosio Gregory Loreggia |                               |                   |                                                                           |

| Selva di Val Gardena 21 marzo 2012, ore 20.30 | Gherdëina-Gardena                  | 1 – 5 (1-1; 0-3; 0-1) referto | Neumarkt-Egna | Pranives (0 spett.)\| Arbitri: \| Leandro Soraperra Claudio Pianezze \| |
| Arbitri:                                      | Leandro Soraperra Claudio Pianezze |                               |               |                                                                         |

| Egna 23 marzo 2012, ore 20.30 | Neumarkt-Egna                    | 3 – 4 (d.t.s.) (0-0; 0-0; 3-3) referto | Gherdëina-Gardena | WürthArena (1.248 spett.)\| Arbitri: \| Claudio Ferrini Gregory Loreggia \| |
| Arbitri:                      | Claudio Ferrini Gregory Loreggia |                                        |                   |                                                                             |

#### Milano - Appiano
| Torino 9 marzo 2012, ore 21.00 | Milano Rossoblu                  | 4 – 1 (2-0; 0-0; 2-1) referto | Eppan-Appiano | Palasport Tazzoli (340 spett.)\| Arbitri: \| Giorgio Moschen Mauro Scanacapra \| |
| Arbitri:                       | Giorgio Moschen Mauro Scanacapra |                               |               |                                                                                  |

| Appiano sulla Strada del Vino 11 marzo 2012, ore 18.00 | Eppan-Appiano                          | 3 – 2 (d.t.s.) (0-1; 0-0; 2-1; 0-0) referto | Milano Rossoblu | Stadio del Ghiaccio di Appiano (1.345 spett.)\| Arbitri: \| Andrea Benvegnù Massimiliano Rebeschin \| |
| Arbitri:                                               | Andrea Benvegnù Massimiliano Rebeschin |                                             |                 | |

| Milano 14 marzo 2012, ore 20.30 | Milano Rossoblu               | 1 – 0 (d.t.s.) (0-0; 0-0; 0-0) referto | Eppan-Appiano | Stadio del ghiaccio Agorà (1.550 spett.)\| Arbitri: \| Claudio Ferrini Thomas Gasser \| |
| Arbitri:                        | Claudio Ferrini Thomas Gasser |                                        |               |                                                                                         |

| Appiano sulla Strada del Vino 16 marzo 2012, ore 20.30 | Eppan-Appiano                  | 4 – 9 (1-1; 2-3; 1-5) referto | Milano Rossoblu | Stadio del Ghiaccio di Appiano (987 spett.)\| Arbitri: \| Andrea Benvegnù Andrea Moschen \| |
| Arbitri:                                               | Andrea Benvegnù Andrea Moschen |                               |                 |                                                                                             |

| Milano 18 marzo 2012, ore 19.00 | Milano Rossoblu             | 3 – 2 (1-0; 1-2; 1-0) referto | Eppan-Appiano | Stadio del ghiaccio Agorà (2.000 spett.)\| Arbitri: \| Daniel Gamper Thomas Gasser \| |
| Arbitri:                        | Daniel Gamper Thomas Gasser |                               |               |                                                                                       |

### Finale

#### Milano - Gardena
| Milano 25 marzo 2012, ore 19.00 | Milano Rossoblu                 | 4 – 1 (3-0; 1-1; 0-1) referto | Gherdëina-Gardena | Stadio del ghiaccio Agorà (1.980 spett.)\| Arbitri: \| Glauco Colcuc Leandro Soraperra \| |
| Arbitri:                        | Glauco Colcuc Leandro Soraperra |                               |                   |                                                                                           |

| Selva di Val Gardena 28 marzo 2012, ore 20.30 | Gherdëina-Gardena        | 4 – 0 (3-0; 0-0; 1-0) referto | Milano Rossoblu | Pranives (1.000 spett.)\| Arbitri: \| Luca Cassol Karl Pichler \| |
| Arbitri:                                      | Luca Cassol Karl Pichler |                               |                 |                                                                   |

| Milano 30 marzo 2012, ore 20.30 | Milano Rossoblu                | 5 – 0 (1-0; 1-0; 3-0) referto | Gherdëina-Gardena | Stadio del ghiaccio Agorà (3.300 spett.)\| Arbitri: \| Giorgio Moschen Andrea Moschen \| |
| Arbitri:                        | Giorgio Moschen Andrea Moschen |                               |                   |                                                                                          |

| Selva di Val Gardena 1º aprile 2012, ore 20.30 | Gherdëina-Gardena             | 6 – 4 (1-2; 1-1; 4-1) referto | Milano Rossoblu | Pranives (1.500 spett.)\| Arbitri: \| Claudio Pianezze Karl Pichler \| |
| Arbitri:                                       | Claudio Pianezze Karl Pichler |                               |                 |                                                                        |

| Milano 4 aprile 2012, ore 20.30 | Milano Rossoblu                 | 4 – 3 (0-1; 1-1; 3-1) referto | Gherdëina-Gardena | Stadio del ghiaccio Agorà (3.895 spett.)\| Arbitri: \| Glauco Colcuc Leandro Soraperra \| |
| Arbitri:                        | Glauco Colcuc Leandro Soraperra |                               |                   |                                                                                           |

| Selva di Val Gardena 6 aprile 2012, ore 20.30 | Gherdëina-Gardena                | 1 – 2 (d.t.s.) (1-0; 0-1; 0-0) referto | Milano Rossoblu | Pranives (2.000 spett.)\| Arbitri: \| Giancarlo Bosio Claudio Pianezze \| |
| Arbitri:                                      | Giancarlo Bosio Claudio Pianezze |                                        |                 |                                                                           |

## Verdetti
- Campione della Coppa di Lega: Hockey Club Neumarkt-Egna (1º titolo)
- Campione di Serie A2: Hockey Milano Rossoblu (1º titolo)

| Campioni Serie A2 2011-2012 Milano Rossoblu | Portieri: Mattia Mai, Pasquale Terrazzano, Paolo Della Bella Difensori: Peter Stimpfl, Alessandro Re (A), Kimmo Pikkarainen, Stefano Mannini, Federico Betti, Ryan Constant, Andreas Lutz, Nicolò Latin, Francesco Borghi Attaccanti: Ivan Pepe, Marco Andreoni, Mirko Migliavacca, Edoardo Caletti, Daniel Peruzzo, Manuel Lo Presti, Marcello Borghi, Michael Mazzacane, Peter Klouda, Stefano Gherardi, Niccolò Lo Russo, Luca Ansoldi (A), Tommaso Migliore (C), Peter Wunderer Staff Tecnico: Massimo Da Rin (Allenatore) |

- Promozioni in Serie A: Hockey Milano Rossoblu.